# 極 (複素解析)

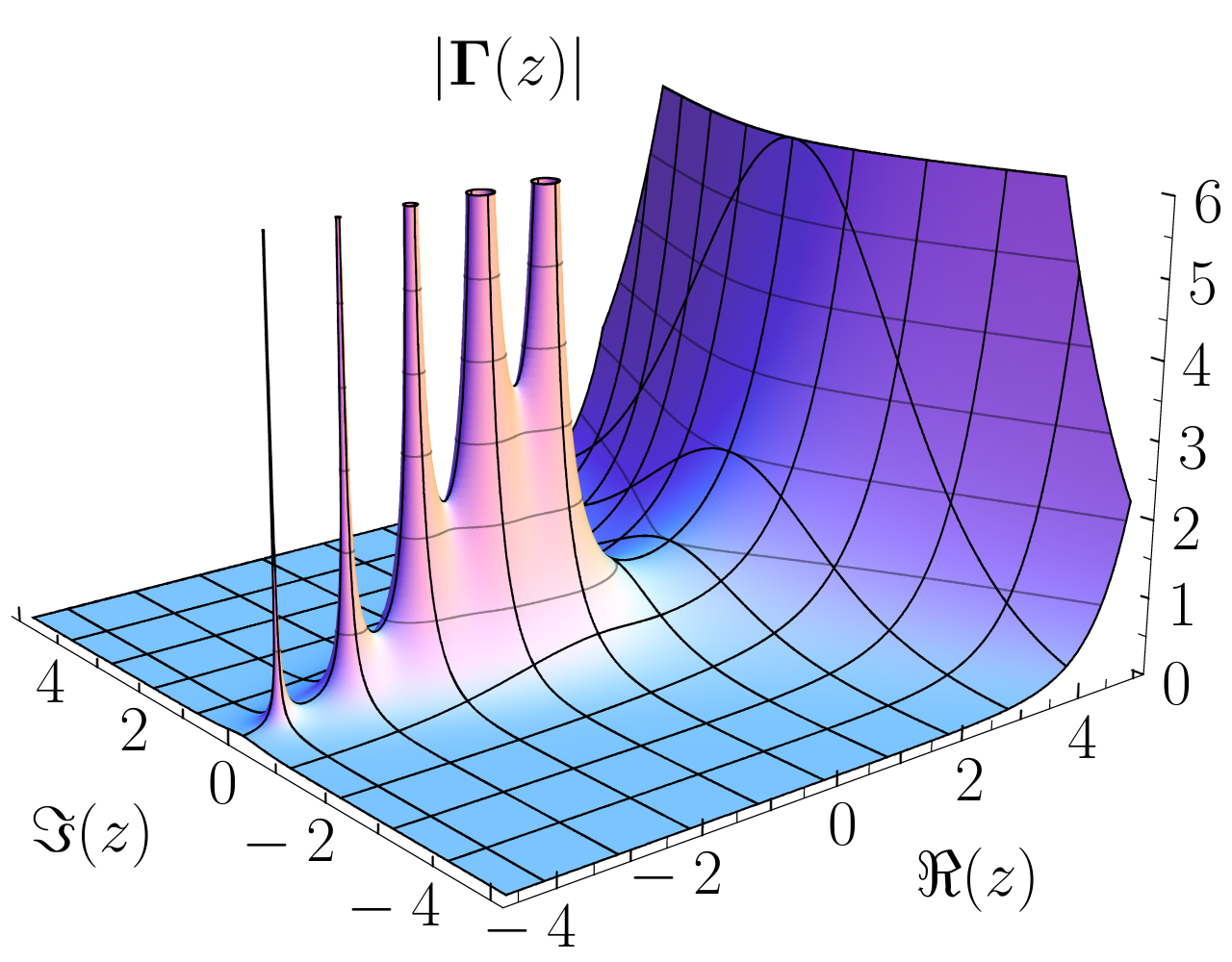
ガンマ函数の絶対値。このグラフは函数が（図の左の）極では無限大になることを示している。右側では、急激に増大するだけで、極は持たない。

複素解析において、有理型函数の極（きょく、英: pole）は、1/zn の z = 0 における特異点のような振る舞いをする特異点の一種である。点 a が函数 f(z) の極であるとき、z が任意の方向から a に近づくと函数は無限遠点へ近づく。

## 定義
U を複素平面 C の開部分集合、a を U の元とし、{\displaystyle f\colon U\setminus \{a\}\rightarrow \mathbb {C} } をその定義域で正則である函数とする。正則函数 {\displaystyle g\colon U\rightarrow \mathbb {C} } と正の整数 n が存在して、{\displaystyle U\setminus \{a\}} の全ての点 z に対し、
{\displaystyle f(z)={\frac {g(z)}{(z-a)^{n}}}}
が成立するとき、a を f の極という。そのような最小の n を極の位数という。位数が 1 の極を単純極 （たんじゅんきょく、simple pole）ともいう。
極の位数が 0 でもよいとする著者も少数おり、このとき位数 0 の極は正則点かもしくは除去可能特異点である。しかし、極の位数は正の整数とするほうが一般的であり、「0 位の極」を含めて高々極と呼ぶ。
上記からいくつかの等価な特徴付けが導かれる。
n を極 a の位数とすれば、必然的に上の表現での函数 g に対し、g(a) ≠ 0 となる。従って、a の開近傍上で正則で a において位数 n の零点を持つ h が存在し、
{\displaystyle f(z)={\frac {1}{h(z)}}}
が成り立つ。インフォーマルには、極は正則函数の零点の逆数として発生するとも言うことができる。
また、g の正則性により、f は
{\displaystyle f(z)={\frac {a_{-n}}{(z-a)^{n}}}+\cdots +{\frac {a_{-1}}{(z-a)}}+\sum _{k\,\geq \,0}a_{k}(z-a)^{k}}
と表すことができる。
これは有限の主要部をもつローラン級数である。U 上の正則函数 {\displaystyle \sum _{k\geq 0}a_{k}(z-a)^{k}} は f の正則部分と呼ばれる。従って、点 a が f の位数 n の極であることと、f の a の回りでのローラン展開の次数 −n より下の全ての項が 0 であり、かつ、次数 −n の項が 0 でないこととは同値である。

## 無限遠点での極
複素函数は無限遠点で極を持つとして定義することができる。この場合は、U は、例えば閉円板の外側のような形の無限遠点の近傍である必要がある。前の定義を使うには、函数 g が ∞ で正則であることの意味付けが必要である。代わりに、適切な写像により無限遠点を有限の点へ写すことにより、有限の点での定義から始めることで、極を定義することもできる。写像 {\displaystyle z\mapsto 1/z} がそのような写像である。すると、定義により、無限遠点の近傍で正則な函数 f は、函数 {\displaystyle f(1/z)}（z = 0 の近傍で正則である）が z = 0 で極を持つならば、無限遠点で極を持つ。また、z = 0 での f(1/z) の極の位数を f の無限遠点での極の位数と見なす。

## 複素多様体上の函数の極
複素多様体 M 上の点 a の近傍 U において正則な函数 {\displaystyle f\colon M\rightarrow \mathbb {C} } が 、a で n 位の極を持つとは、チャート {\displaystyle \phi \colon U\rightarrow \mathbb {C} } があるとき、函数 {\displaystyle f\circ \phi ^{-1}\colon \mathbb {C} \rightarrow \mathbb {C} } が {\displaystyle \phi (a)} で n 位の極を持つことである（適当なチャートを取ると、φ(a) = 0 とすることができる）。
無限遠点での極は、この定義の最も単純な非自明な例であり、M をリーマン球面とし、座標変換は {\displaystyle \phi (z)=1/z} としたものである。

## 例
- 函数

{\displaystyle f(z)={\frac {3}{z}}}
は z = 0 において位数 1 の極を持つ。
- 函数

{\displaystyle f(z)={\frac {z+2}{(z-5)^{2}(z+7)^{3}}}}
は z = 5 で位数 2 の極を持ち、z = −7 で位数 3 の極を持つ。
- 函数

{\displaystyle f(z)={\frac {z-4}{e^{z}-1}}}
は任意の整数 n に対して z = 2πni において位数 1 の極を持つ。このことを確かめるには、原点の回りで ez をテイラー級数へ書き直せばよい。
- 函数

f(z) = z
は無限遠点で位数 1 の極を持つ。

## 用語と一般化
函数 f の一次導函数が a で位数 1 の極を持つとき、a は f の分岐点である。（逆は正しくはない。）
極や分岐点ではない除去可能でない特異点を、真性特異点と言う。
孤立した特異点以外で正則であり、特異点が極のみの複素函数は有理型と呼ばれる。